# عرقون حاد
عرقون حاد (الاسم العلمي:Euphrasia arguta) هو نوع غير مؤكد من النباتات يتبع جنس العرقون من الفصيلة الهالوكية.